# Cubulcut, Bihor
Cubulcut (germană Göblinsbrunn, Köbelkuth, maghiară Érköbölkút) este o localitate componentă a orașului Săcueni din județul Bihor, Crișana, România.

 Acest articol despre o localitate din județul Bihor este deocamdată un ciot. Puteți ajuta Wikipedia prin completarea lui.